# Amelia Rowe
Amelia Rowe (* 8. November 2006) ist eine australische Sprinterin, die sich auf den 400-Meter-Lauf spezialisiert hat.

## Sportliche Laufbahn
Erste internationale Erfahrungen sammelte Amelia Rowe im Jahr 2024, als sie bei den Ozeanienmeisterschaften in Suva in 55,18 s die Bronzemedaille über 400 Meter hinter ihren Landsfrauen Ellie Beer und Mikeala Selaidinakos gewann. Anschließend schied sie bei den U20-Weltmeisterschaften in Lima mit 53,47 s im Halbfinale über 400 Meter aus und gewann mit der australischen 4-mal-400-Meter-Staffel in 3:31,47 min die Silbermedaille.
2024 wurde Rowe australische Meisterin in der Mixed-Staffel über 4-mal 400 Meter.

## Persönliche Bestleistungen
- 200 Meter: 23,88 s (+0,6 m/s), 27. März 2024 in Perth
- 400 Meter: 53,09 s, 12. April 2024 in Adelaide